# ボラティコテリウム
ボラティコテリウム (Volaticotherium) とは、中生代ジュラ紀中期~後期（約1億6,400万年前）のアジアに生息していた、モモンガに似た哺乳類である。既知で最古の滑空する哺乳類とされる。模式種の学名 V. antiquus は、「古代の空飛ぶ獣」を意味する。
中国・内モンゴル自治区より化石が産出。これまでは、初期コウモリ目が最古の飛行する哺乳類であったが、この生物の発見は、その記録を大幅に遡らせた。この時代は最古の鳥類である始祖鳥の生息時期とも程近かった。

## 形態
頭骨全長は約35mm、体長約12 - 14cmで、小型のリスあるいはモモンガ程度の大きさであったとされる。発見された化石には、四肢の間には皮膜の痕跡が存在していた。化石から判明した四肢と胴体の比率から、この皮膜は単純に移動のみに使われたとされる。顎には比較的単純な尖った歯を持っていた。

## 生態
おそらくはモモンガなどと同様、夜行性であったと推定される。食性は、歯列などから推測して、主に昆虫などを食べていたとされる。これは、植物食傾向の強いモモンガやムササビ、樹液や果実を好むヒヨケザルとは大きく異なる点である。

## 系統
一見するとモモンガあるいはヒヨケザルなど現生の滑空性哺乳類と似ているが、それらとは類縁関係は無い。獣亜綱を含む岐獣類や三錐歯目（真三錐歯類）、異獣亜綱などと同時代に分岐した、祖先的な形質を留めた哺乳類である。なお、同地層からは他にも滑空適応した哺乳形類としてMaiopatagium、Vilevolodon、Xianshouが知られるが、いずれもハラミヤ目に含まれ、ボラティコテリウムとは別系統である。

### 滑空 / 飛行する哺乳類
- モモンガ. ムササビ - ネズミ目（齧歯目）リス科に属する滑空性の哺乳類。
- エオミス - 新生代漸新世に生息した、齧歯類に属する滑空性の哺乳類。モモンガなどとは異なる系統である。
- ヒヨケザル目 - 滑空性の哺乳類。サル目に近縁。
- フクロモモンガ属 - 有袋類。真獣下綱のモモンガと収斂した生物。
- コウモリ目 - 唯一、自力で飛行出来る哺乳類。

### 中生代の多様な哺乳類
- カストロカウダ - 半水生の哺乳形類。
- フルイタフォッサー - 穴掘り及びアリ食に特化した哺乳類。
- レペノマムス - 当時としては大型（コヨーテほど）の哺乳類。恐竜を捕食していた。三錐歯目。
- 多丘歯目 - 齧歯類に似た適応を見せる哺乳類。